# Distrito de Chuquibamba (Chachapoyas)
El distrito de Chuquibamba es uno de los veintiún distritos de la Provincia de Chachapoyas, ubicada en el Departamento de Amazonas, en el norte del Perú. Limita por el norte con el distrito de Balsas; por el este con el distrito de Leimebamba; por el sur con el departamento de La Libertad, y, por el oeste con el departamento de Cajamarca. Es el único distrito del departamento de Amazonas que limita con La Libertad.

## Historia
El distrito fue creado en la época de la independencia

## Geografía
Abarca una superficie de 278.63 km² y tiene una población estimada mayor a 1 900 habitantes. Su capital es el centro poblado de Chuquibamba.

## Autoridades

### Municipales
- 2023 - 2026[1]
  - Alcalde: Romel Bardales Ortiz, de SENTIMIENTO AMAZONENSE.
  - Regidores:

  1. JENNER ESPEJO PINGUS (SENTIMIENTO AMAZONENSE)
  2. JIMIA ROXANA PORTAL CULQUE (SENTIMIENTO AMAZONENSE)
  3. NEYDER BRIONES SANCHO (SENTIMIENTO AMAZONENSE)
  4. YANI ROSELIS VERGARAY JAUREGUI (SENTIMIENTO AMAZONENSE)
  5. DANITZA EPIQUIEN RODRIGUEZ (VICTORIA AMAZONENSE)